# جو ايسبوسيتو (مغني)
جو ايسبوسيتو (بالإنجليزية: Joe Esposito)‏ هو مغني وكاتب أغاني ومغن مؤلف أمريكي، ولد في 5 مايو 1948 في بروكلين في الولايات المتحدة.

## وصلات خارجية
- جو ايسبوسيتو على موقع IMDb (الإنجليزية)
- جو ايسبوسيتو على موقع ميوزك برينز (الإنجليزية)
- جو ايسبوسيتو على موقع أول ميوزيك (الإنجليزية)
- جو ايسبوسيتو على موقع ديسكوغز (الإنجليزية)